# Lochan Dubh
Lochan Dubh är en sjö i Storbritannien. Den ligger i kommunen Highland och riksdelen Skottland, i den nordvästra delen av landet. Arean är 0,1 kvadratkilometer.